# Sanxing
Sanxing, (三星; Sānxīng 'Tre stjärnor'), är Fu, Lu och Shou (福, 祿, 壽; Fú, Lù, Shò) eller Cai, Zi och Shou (財, 子, 壽; Cái, Zǐ, Shòu), och är de tre stjärnornas gudar och de tre kvaliteterna lycka (Fu), status (Lu) och lång levnad (Shou) i kinesisk folkreligion. Föreställningen dateras förmodligen tillbaka till Mingdynastin (1368–1644).
Begreppet är vanligt förekommande inom kinesisk kultur för att beteckna de tre attributen för ett gott liv. Statyer med dessa tre gudar finns i många kinesiska tempel och helgedomar och plockas fram i många kinesiskt hem inför det kinesiska nyåret. Traditionellt ordnas de från höger till vänster, så att Shou står till vänster för betraktare, Lu i mitten och Fu till höger, på samma sätt som de kinesiska tecknen skrivs från höger till vänster.

## De tre gudarna och deras stjärnor

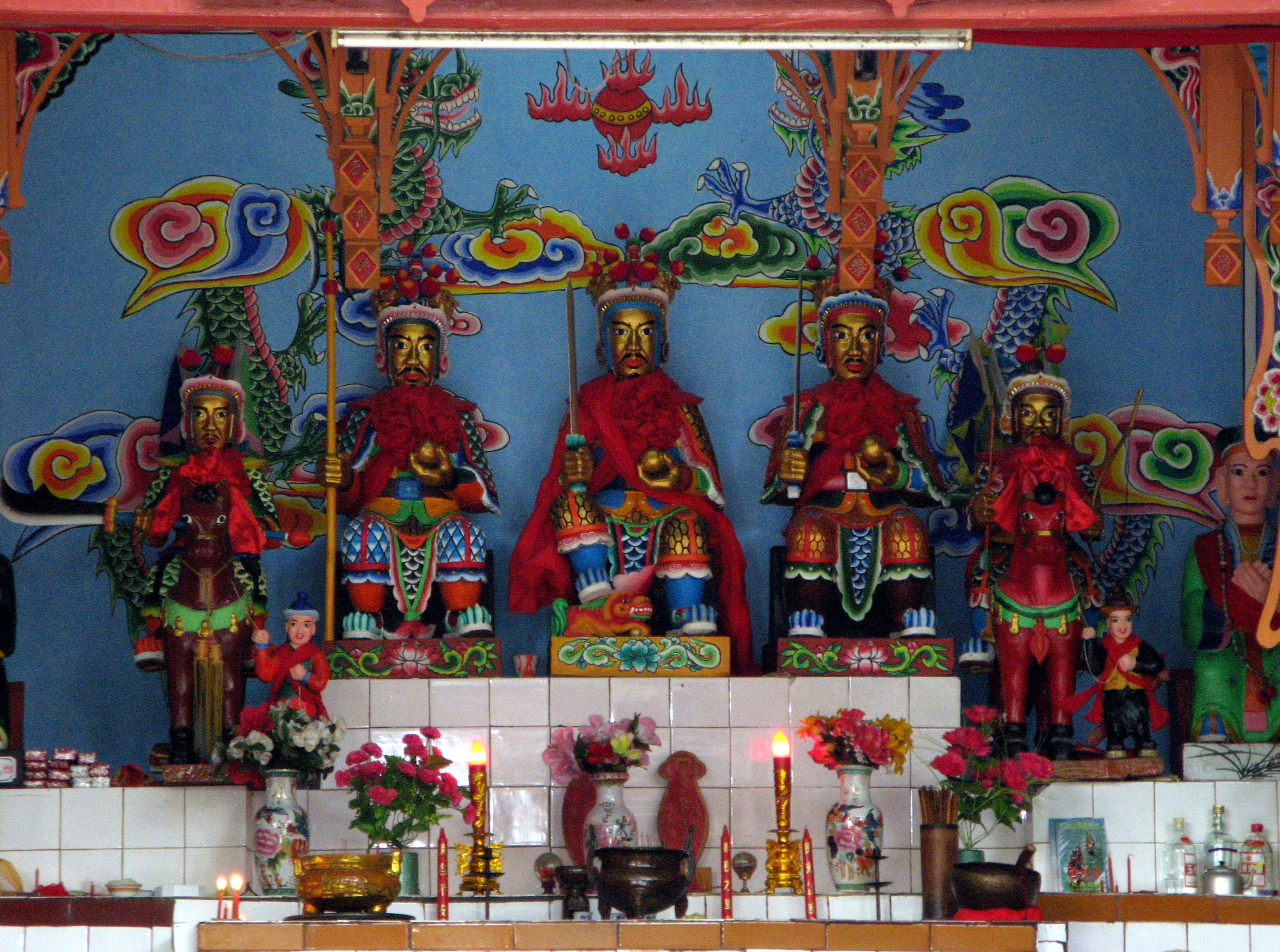
Fuxing, Luxing, and Shouxing vid det benzhuistiska templet på Jinsuo Island i Dali i Yunnanprovinsen.

### Fuxing

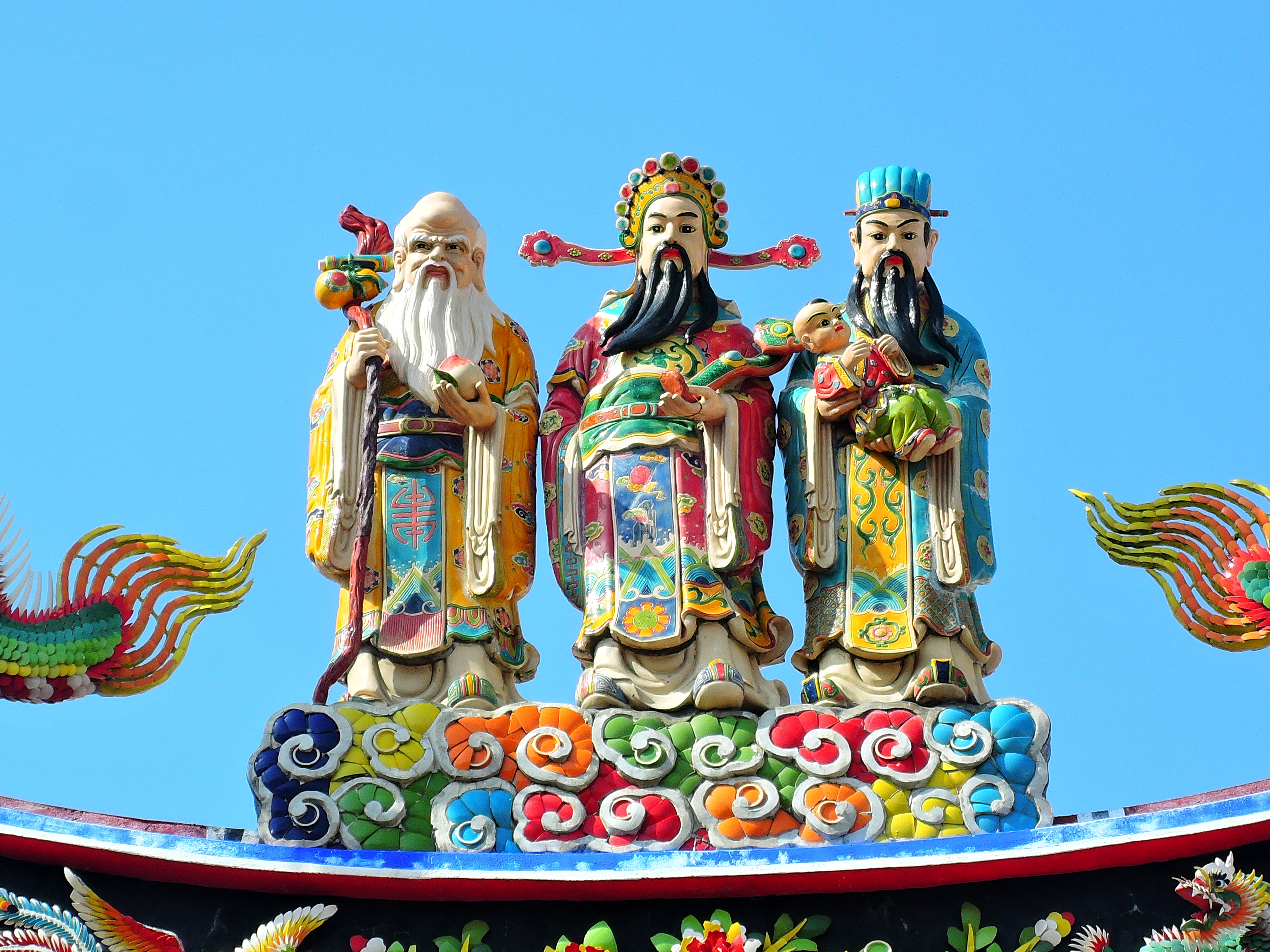
Takdekoration med Sanxing vid Magong Beiji-templet i Taiwan.

Fuxing 福星, Fus stjärna, är planeten Jupiter. I traditionell astrologi ses planet Jupiter som ett gynnsamt tecken. 
I litteratur från Mingdynastin (1368–1644) beskrivs att Fuxing var en inspektör från Daozhou (dagens Dao i Hunan) som levde under Tangdynastin (618–907). Hans namn var Yang Gong (楊公) eller Yang Cheng (楊成). Han beundrades av befolkningen för sin kamp att dvärgar inte skulle användas för underhållning i hovet. Med tiden blev han gudomlig och tillbedd för att få lycka och rikedom.
Fuxing visualiseras klädd som tjänsteman eller  vetenskapsman med en bokrulle där ordet Fu (福) är synligt. Han har kejserliga skor och är klädd i röda kläder med broderade drakar och utsmyckad med kedjor av jade. Han håller en ruyispira i handen. Hans ansikte är ljust och glatt och har långt skägg. Ibland avbildas ett berg av guld och silver över hans huvud. Ibland är han tillsammans med en fladdermus eftersom ordet för fladdermus (蝠) uttalas samma som Fu. Ibland håller han ett barn eller är omgiven av barn.

### Luxing
Luxing 禄星, Lus stjärna är Mizar, eller Zeta Ursae Majoris, i Karlavagnen. I kinesisk astronomi är Luxing den sjätte stjärnan i stjärnhopen Wenchang och har liksom Fuxing kommit att bli personifierad. Ordet Lu betyder 'lycka" och 'tjänstemannalön' och kan kopplas till att en karriär som statstjänsteman är kopplat till välstånd och rikedom. Guden Luxing har utvecklats från personen Zhang Xian (張仙), som levde i Sichuan på berget Qingcheng under Senare Shudynastin.
Luxing har dyrkats även skilt från de båda andra gudarna som gudomen som avgör individens framgång inom det kejserliga examensväsendet och därmed framgången inom den kejserliga byråkratin. Luxing avbildas vanligen klädd som tjänsteman.

### Shouxing
Shouxing 寿星, Shous stjärna är Canopus, Alfa Carinae, som var sydpolsstjärnan i den kinesiska astronomin. Shouxing  sades bestämma redan när en person föds hur långt dennes liv ska bli och hur personen ska dö. Vanligen representerad av en äldre man, med en ung mans ansikte. Han visualiseras ofta med hög panna (som representerar visdom) och långt vitt skägg bärande på en stav och en persika (som representerar långt liv). Han kommer från Xi Wangmus magiska trädgård där frukterna för långt liv (persikorna) växer.
Han benämns även 'Den gamla mannen från sydpolen'. Gudomen identifieras med stjärnbilden Arcturus, och när stjärnbilden är synlig är det fred på jorden. Ibland är Shouxing påfallande lik Lao Zi, daoismens grundare och motsvarande gudar inom daoismen.

## Bildgalleri

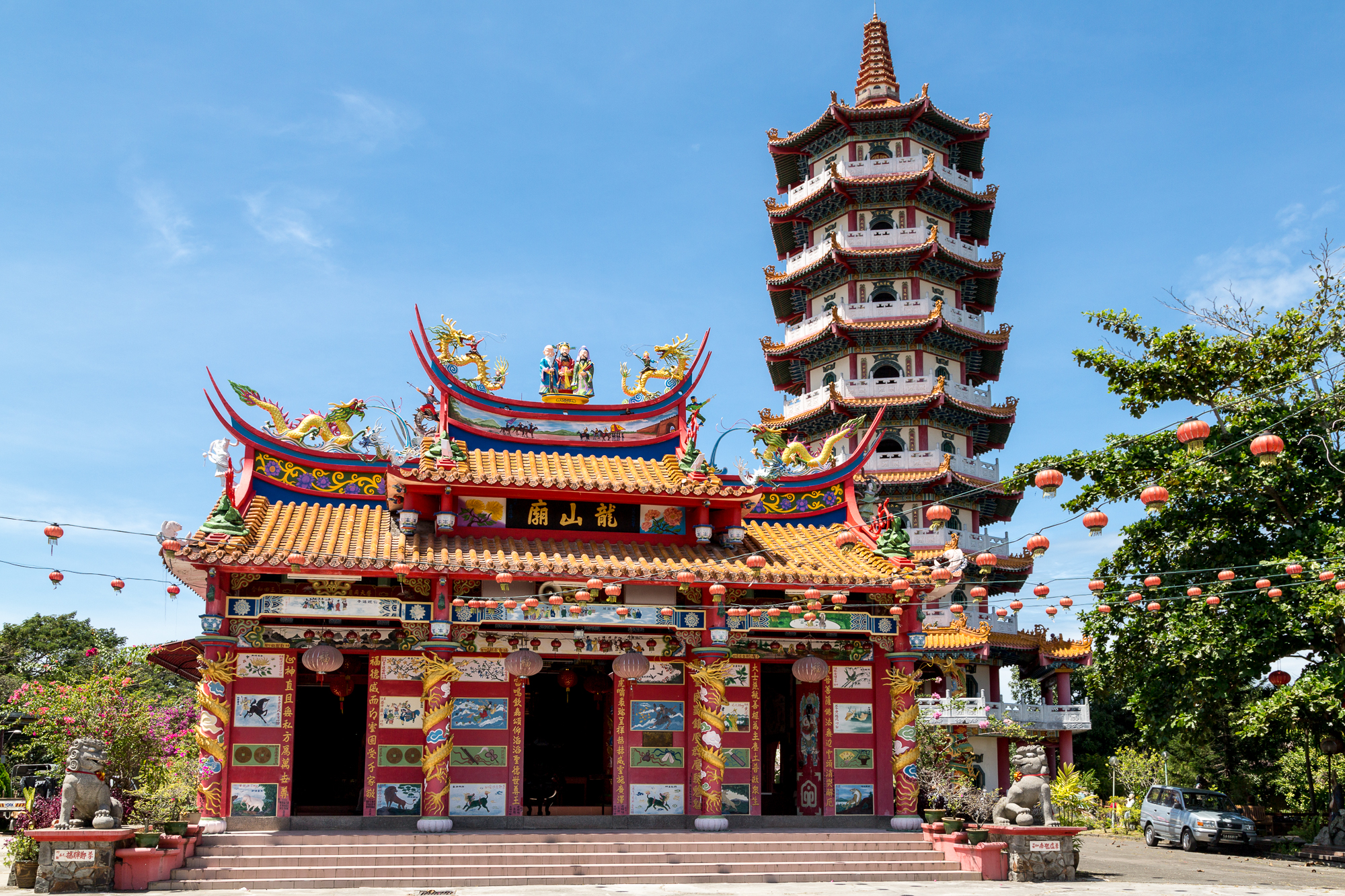
Statyer av Fu, Lu och Shou på taket till Ling San-templet i Malaysia.
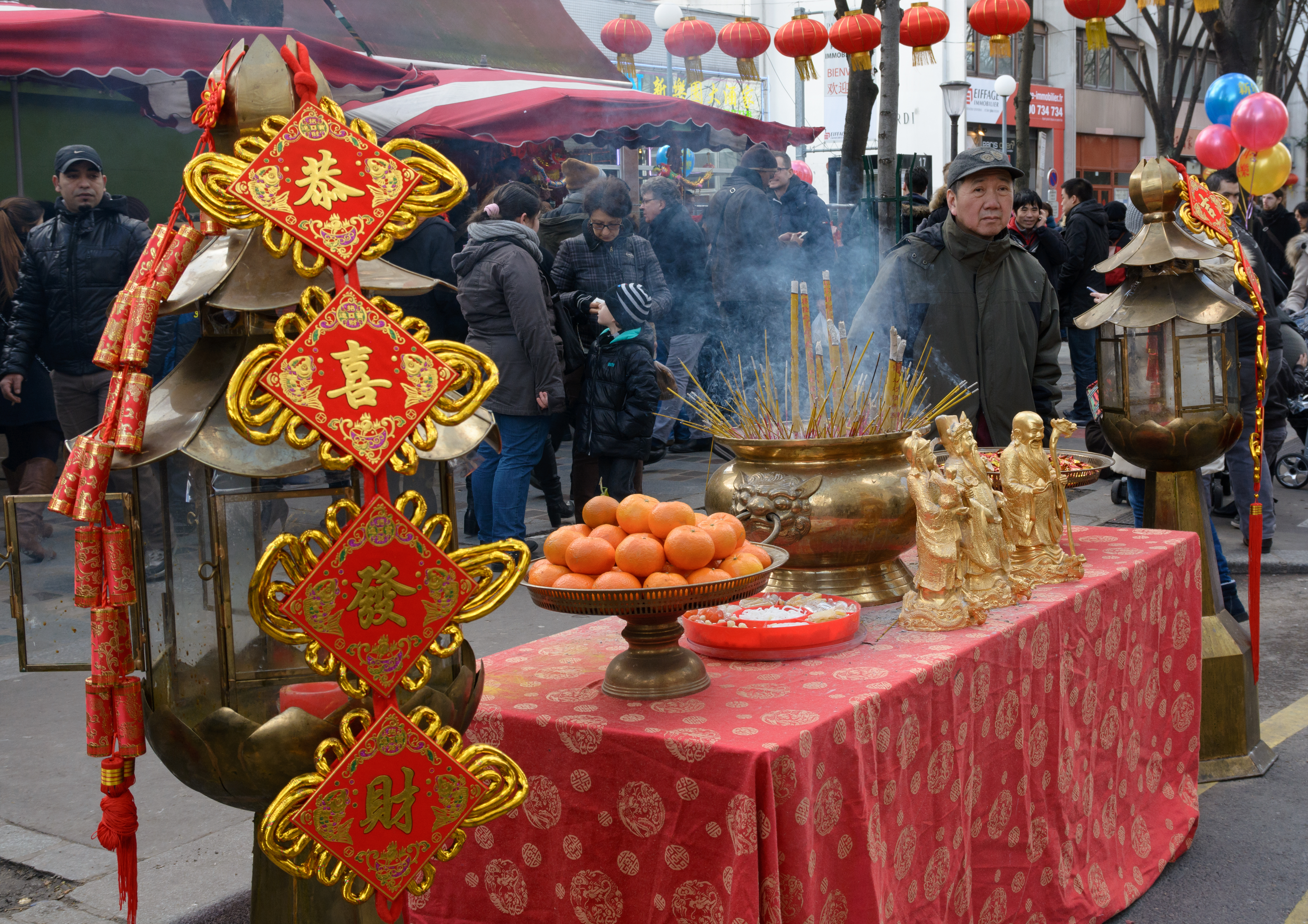
Ett gatualtare med Fu, Lu och Shoustatyer under det kinesiska nyåret, i Paris 2015.
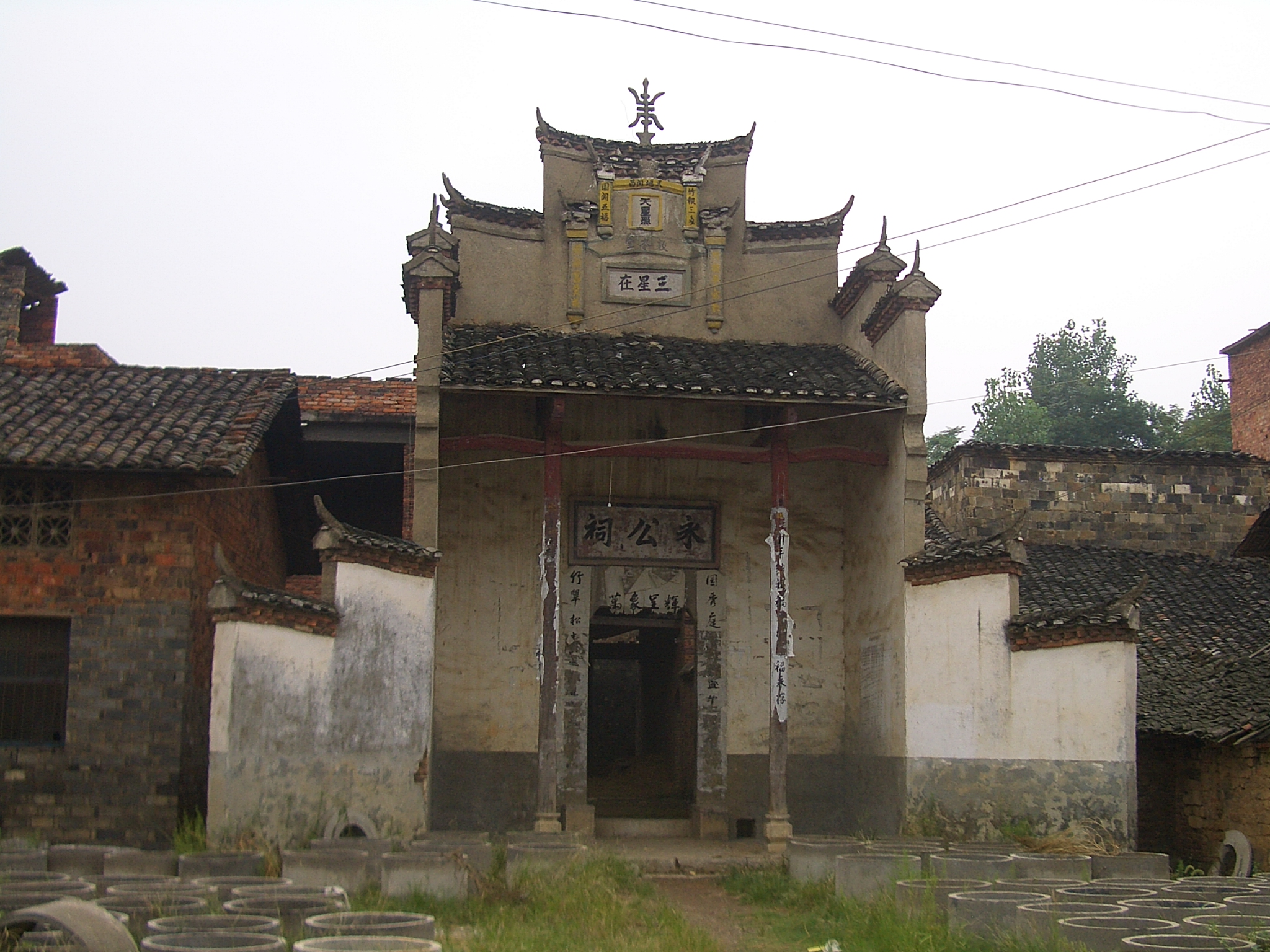
Denna helgedom som uppförts till mästaren Yongs ära i Hubei-provinsen i centrala Kina har en fasadtavla som lyder ”De tre stjärnorna är närvarande”. Symbolen på taket är en stilisering av tecknet shou , för lång levnad.
Porslinsfigurer föreställande Fu, Lu och Shou xing, 1900-tal